# 荆河街道
荆河街道，是中华人民共和国山東省枣庄市滕州市下辖的一个乡镇级行政单位。

## 行政区划
荆河街道下辖以下地区：
荆庄社区、魏庄社区、程庄社区、曹庄社区、西潭社区、蕃阳社区、西南园社区、馍馍庄社区、安乐社区、公园社区、荆南社区、南门外社区、新兴南社区、东寺院社区、城南社区、幸福园社区、北门里社区、南门里社区、奎文社区、马号社区、平等社区、大同社区、通衢社区、平行路社区、东南园社区、金平社区、辛庄社区、郭彭社区、金城社区、金华社区、韩桥社区、鲁东社区、鲁西社区、柳楼社区、孙楼社区、东倪社区、西倪社区、何庄社区、袁庄社区、前十里岗社区、西十里岗社区、后十里岗社区、朱李社区、西寺院社区、杜墁社区、刘楼社区、三里河社区、小河圈社区、俞庄社区、王楼社区、五里屯社区、张刘社区、张明东社区、张明西社区、振兴社区、金洲社区、西城社区、德馨社区、问天阁社区、铁西社区、书院社区、滕都社区和魏园社区。